# Finale Emilia
Finale Emilia ist eine norditalienische Gemeinde (comune) mit 15.142 Einwohnern (Stand 31. Dezember 2023) in der Provinz Modena in der Emilia-Romagna. Die Gemeinde liegt etwa 35 Kilometer nördlich von Bologna und etwa 35 Kilometer nordöstlich von Modena. Finale Emilia grenzt an die Metropolitanstadt Bologna und die Provinz Ferrara. Die Gemeinde liegt am Panaro, einem Nebenfluss des Po. Hier mündet auch der Kanal Collettore delle Acque Alte in den Panaro.

## Geschichte
Erstmals urkundlich erwähnt wurde der Ort 1009 in einer Urkunde des Bischofs von Modena. Im Hoch- und Spätmittelalter stand die Gemeinde unter der Herrschaft der Herzöge von Modena und Ferrara.
Am 20. Mai 2012 und 29. Mai wurde die Stadt von Erdbeben erschüttert (Magnituden 6,0 und 5,8). Einige historische Gebäude wurden zerstört oder schwer beschädigt. Beim zweiten Beben stürzte die Este-Festung ein.

## Gemeindepartnerschaften
Finale Emilia unterhält eine Partnerschaft mit der französischen Gemeinde Grézieu-la-Varenne im Département Rhône und eine inneritalienische Partnerschaft mit der Gemeinde Villa Sant’Angelo in der Provinz L’Aquila.

## Kinder der Stadt
- Arrigo Solmi (1873–1944), Jurist und Politiker
- Mario Casoni (* 1939), Unternehmer und Autorennfahrer